# إميليو جوزيبي دوسينا
إميليو جوزيبي دوسينا (بالإيطالية: Emilio Giuseppe Dossena) هو رسام إيطالي، ولد في 10 ديسمبر 1903 في Cavenago d'Adda ‏ في إيطاليا، وتوفي في 23 مارس 1987 في ميلانو في إيطاليا.